# Bazilije I. Makedonac
Bazilije I. Makedonac (?, oko 812. – ?, 29. kolovoza 886.), bizantski car od 867. do 886. godine i osnivač tzv. makedonske dinastije. Jedan je od najznačajnih bizantskih careva ranog srednjeg vijeka i značajan pravni kodifikor. Ratovao je i pobjeđivao najteže protivnike svoga doba. Pobjeđivao je Franke na zapadu i Arape na istoku. Svome carstvu vratio je stari sjaj i nekadašnju slavu. Za njegove vladavine Carstvo je ostvarilo veliki utjecaj na južnoslavenske narode na Balkanu koji su u to vrijeme pokršteni, a osnovana je i bizantska tema Dalmacija, koja je ojačala bizantsku vojnu nazočnost u tim područjima.

## Životopis
Bazilije je rođen u seljačkoj obitelji armenskog podrijetla, vjerojatno na području Trakije ili Makedonije. Obitelj su oteli bugarski vojnici kana Kruma (803. – 814.), a zatočeništva se izbavio oko 836. godine, nakon čega je neko vrijeme živio u Makedoniji, a potom se preselio u Carigrad. Po dolasku u glavni grad, stekao je naklonost bogatog dvorjanina Teofilizesa, s kojim je pošao na Peloponez, gdje je upoznao bogatu matronu Danelis, koja mu je dala veliko bogatstvo i zadužila ga za odgoj svoga sina. Uskoro je stekao naklonost bizantskog cara Mihajla III. (842. – 867.) koji ga je postavio za svoga pouzdanika i tjelohranitelja.
S vremenom, Bazilije je imenovan velikim kancelarom, a nakon što je razotkrio urotu koju je protiv cara navodno planirao carev ujak Cezar Barda i ubio urotnike, car ga je iz zahvalnosti posinio i 26. svibnja 867. godine imenovao bazilijem i augustom, odnosno svojim suvladarom. Kada je car odlučio imenovati još jednog suvladara, Bazilije je organizirao urotu i ubio ih obojicu, te sam zavladao čitavim Carstvom.
Bizant je tada slovio za najznačajniju silu na svijetu. Sa svoja dva vojna pohoda protiv Franaka vratio je zemlje koje je Bizant izgubio u ne tako davnim franačkim osvajanjima. Arape je suzbio na istoku i odbacio od Carigrada te time povratio oko 700 kilometara teritorija, jer ih je u nekoliko brzih ratnih udara toliko potukao da su mu morali ustupiti dobar dio današnje Turske, Siriju, Palestinu, Libanon i dio Jordana.
Vratio je slavu i moć Carstvu, reformirao zakonodavstvo (priručnici Prohiron i Epanagoge), obnovio bizantsku dominaciju u južnoj Italiji te zajedno s papom Hadrijanom II. (867. – 872.), sazvao je Četvrti carigradski sabor 870. godine.
Bazilije ili na istoku poznatiji kao Bazilid umnogome je zaslužan za ponovni uspon Bizanta svojom ratnom vještinom i sveukupnim mudrim držanjem omogućio je procvat carstva sa svim segmentima koje obilježavaju moćna carstva. Bizant doživljava procvat vojne moći, brodogradnje, pomorstva, trgovine. Izgradio je carstvo, uveo diplomaciju, promicao kulturu koja u tim stoljećima razaranja i nije puno značila. Nakon smrti Bazilija carstvo se počelo ponovno osipati ali ipak ne tako brzo da bi ga ekspanzija Arapa, pobunjenih Turaka, Bugara, Makedonaca sustigla. Uspostavio je jaku vojsku i sustav moćnog carstva pa je trebalo punih 80 - 100 godina, da sami Bizantinci sruše moćno carstvo u svojim spletkama, borbama za vlast i carsku krunu.
U vrijeme njegove vladavine gradovi teme Dalmacije bili su pod čestim saracenskim opsadama, te je slao flotu u pomoć dalmatinskim gradovima.